# 碱性磷酸酶
碱性磷酸酶（英語：Alkaline phosphatase，简称ALP或ALKP） (EC 3.1.3.1)是一类水解酶，可在核苷酸、蛋白质、生物碱等分子上去除磷酸基，进行去磷酸化作用，在碱性环境下最为有效，故得名碱性磷酸酶。

## 细菌碱性磷酸酶
在革兰氏阴性菌中，碱性磷酸酶位于细胞膜以外的周质空间。因为周质空间相比细胞内部受环境变化的影响更大，故细菌碱性磷酸酶更不易失活、变性和降解，能保持较高活性。至于碱性磷酸酶为何分布于此目前还未完全清楚，一个简单的说法是碱性磷酸酶在此切割出游离的磷酸以供吸收。支持这一观点的证据是碱性磷酸酶通常在细菌面临磷酸不足时合成。然而，也有其他的可能性存在，比如磷酸基团的存在通常会阻碍生物大分子透过细胞膜，而去磷酸化作用可能有助于细菌对环境中物质的吸收。
大肠杆菌碱性磷酸酶的最适pH为8.0，而家牛的最适pH偏高一点，达8.5。

## 人类碱性磷酸酶

### 生理机能
在人体中，碱性磷酸酶几乎存在于全身所有的组织，特别集中于肝臟、膽管、腎、骨骼和胎盤。
在人类和其它哺乳动物基因组中包含以下三种碱性磷酸酶的同工酶：
- ALPI（英语：ALPI） —— 肠道（分子量为150 MDa）
- ALPL（英语：ALPL） —— 不具有组织特异性（肝、骨骼、腎）
- ALPP（英语：Placental alkaline phosphatase） —— 胎盘

### 用于诊断
正常情况下成年人体内的ALP水平为20到140IU/L，儿童和孕妇的水平会更高一些。

#### 水平降低
表示有低磷酸酯酶症的可能

## 在科研中的应用
碱性磷酸酶在实验室中最常见的应用就是除去DNA 5'端的磷酸基，防止载体发生自连环化。

## 延伸阅读
- Coleman JE. . Annu Rev Biophys Biomol Struct. 1992, 21: 441–83  [2013-08-06]. PMID 1525473. doi:10.1146/annurev.bb.21.060192.002301. （原始内容存档于2019-12-11）.

## 外部連結
- Alkaline phosphatase at Lab Tests Online （页面存档备份，存于）